# سفر المكابيين السادس
سفر المكابيين السادس او قصيدة السريانية للمكابيين بالإنجليزية: ( 6 Maccabees ) قصيدة سردية سريانية كلاسيكية مجهولة عن استشهاد العازار والمرأة التي لديها سبعة أبناء تحت حكم أنطيوخس الرابع.

## المحتوى
العمل معروف بعنوان الكامل باسم "القصيدة السريانية للمكابيين" (مك السرياني، أو سيرماك) هي قصيدة سريانية مقفاة مكونة من 678 سطرًا، تحكي القصة عن أم قبل أبناؤها السبعة التعذيب حتى الموت، بدلاً من المشاركة في انتهاكات الشريعة اليهودية التي أمر بها أنطيوخس الرابع إبيفانيس، الملك السلوقي الذي قامت في عهده الثورة المكابية (حوالي 168 قبل الميلاد). مثل القصة الأقصر في 2 سفر المكابيين الثاني 6 و 7، والقصة الأطول في سفر المكابيين الرابع ، يقدم سفر المكابيين السرياني القصة مع قصة العازار، وهو شخصية وحيدة ذات سلطة دينية وتضحية بطولية. محتوى المكابيين الستة هو مزيج من اليهود والمسيحيين. هناك تركيز على الحفاظ على الشريعة اليهودية ،  ولكن أيضًا إشارات إلى يسوع وبولس واستفانوس وشفاعة القديسين وبناء الكنائس لإحياء ذكرى شهداء المكابيين ,على الرغم من وجود حجج قوية لصالح الأصل اليهودي باللغة السريانية.